# Federal Heights
Federal Heights város az USA Colorado államában, Adams megyében. Lakosainak száma 14 382 fő (2020. április 1.).

## Népesség
A település népességének változása:

| 2010 | 11 467 |
| 2020 | 14 382 |